# Субтропический муссонный климат
Субтропи́ческий муссо́нный кли́мат — разновидность субтропического климата.

## Характеристика
На восточных окраинах материков наблюдается субтропический муссонный тип климата. Зимой в эти районы стекают холодные воздушные массы с материка, преобладает северо-западный ветер. Летом с юго-восточными ветрами сюда приходит воздух с океана. Годовое распределение осадков противоположно средиземноморскому климату. Зимой погода ясная и сухая. Летом выпадает много осадков, связанных с деятельностью циклонов и атмосферных фронтов. На наветренных склонах гор их количество увеличивается, что вызвано орографией.
Из распространённых классификаций климата, субтропический муссонный климат присутствует только у Б. П. Алисова, где во главу угла ставится атмосферная циркуляция, частью которой являются муссоны. В различных редакциях классификации В. П. Кёппена (Кёппен-Треварт, Кёппен-Гейгер) атмосферная циркуляция не учитывается, а на первый план выходят температура воздуха и осадки. В классификации Кёппена существует субтропический климат с сухой зимой, который в значительной степени совпадает с субтропическим муссонным климатом. Также имеется гумидный (влажный) субтропический климат (Cf, Cr), встречающийся в ряде регионов, в том числе на адриатическом побережье бывшей Югославии и в Закавказье, в которых полностью отсутствует муссонная циркуляция. Влажный субтропический климат (по Кёппену) и муссонный субтропический климат (по Алисову) — не одно и то же. Они территориально частично совпадают только на восточных окраинах материков.

## Осадки
Осадки обильны (от 600 до 2200 мм и более в год) с достаточным или избыточным увлажнением в период активной вегетации растений, поэтому данный тип климата отличается богатыми муссонными лесами из вечнозеленых деревьев, кустарников и лиан. На севере, где зимы холоднее, преобладают представители умеренной листопадной флоры с подлеском из вечнозеленой субтропической растительности (предсубтропические типы ландшафтов). Снег в этом климате выпадает, но снежный покров не удерживается. Осадки достигают максимума летом (в  северном полушарии) или зимой (в  южном полушарии). 

## Общие показатели
- Например, в Азии Шанхай имеет среднюю температуру в июле +28 °C, а в январе +5 °C; годовая сумма осадков 1149 мм, из них в августе 194 мм и в декабре 40 мм.
- В Южной Америке этот тип климата есть на Ла-Плате. Буэнос-Айрес имеет среднюю температуру января +23 °C, июля +9 °C; годовое количество осадков 940 мм, из них 110 мм в марте и 60 мм в июле.